# Josef Navrátil
Josef Matěj Navrátil, född  den 17 februari 1798 i Schlan, död den 21 april 1865 i Prag, var en böhmisk målare.
Navrátils konstnärskap, vilket mycket uppskattas, sträckte sig inte mer än undantagsvis utom hans hemlands gränser. Hans förnämsta freskobilder anses vara de, som finns i 
Prag. Även för sina gouachelandskap blev han berömd.